# Campiglossa dreisbachorum
Campiglossa dreisbachorum är en tvåvingeart som först beskrevs av Gottfried Novak 1974.  Campiglossa dreisbachorum ingår i släktet Campiglossa och familjen borrflugor. Inga underarter finns listade.